# مركز صالح كامل للاقتصاد الإسلامي
مركز صالح كامل للاقتصاد الإسلام وهو مركز تم إنشاؤه بجامعة الأزهر سنة 1982م، ويهدف إلى نشر المعرفة الاقتصادية من منظور إسلامي وتنشأة الكوادر العلمية لتفعيل الاقتصاد الإسلامي. ويهدف المركز كذلك إلى نشر الفكر الاقتصادى الإسلامي في كل العالم والمعاملات الإسلامية، ويتم عقد العديد من اللقائات العلمية والندوات التثقيفية والمنتديات الاقتصادية بالإضافة إلي تنظيم الدورات التدريبية لكافة الطلاب والباحثين من المصريين والوافدين.
يمنح المركز شهادات بالتعاون مع جامعة الأزهر، كما يوفر القاعات الدراسية والعلمية للطلاب والباحثين والمجتمع المدني لعقد الدورات التدريبية وحفلات التخرج والمناقشات العلمية. يتوفر بالمركز المكتبات العامرة بالكتب، وإمكانية تسجيل قوائم الدراسات العلمية علي أنظمة أجهزة الحاسب الآلي والميكروفيلم.

## نشأة المركز[5][6]
```
بدأ فكرة إنشاء المركز بتبرع الشيخ صالح عبد اللَّه كامل قدم إلى كلية التجارة جامعة الأزهر في صورة تخصيص 20,000 جنيه كجوائز سنوية تشجيعية تُعطى لأفضل البحوث والدراسات التجارية الإسلامية، لاحقا تطورت الفكرة إلى إنشاء وحدة تنظيمية ملحقة بكلية التجارة وتمت تسمية المركز في بدايته باسم "مركز الأبحاث والدراسات التجارية الإسلامية"، وعندما انتقلت الكلية من مقرها القديم إلى مبنى جديد للجامعة في 
مدينة نصر
، وفرت الجامعة قطعة أرض خاصة لإقامة مبنى مستقل للمركز.
[
7
]
```

لاحقا صدر قرار وزارى برقم (138) لسنة 1982م بإطلاق اسم صالح كامل على المركز ليكون مركز صالح كامل للأبحاث والدراسات التجارية الإسلامية، ثم تغير الاسم عام 1992 إلى مركز صالح عبد الله كامل للاقتصاد الإسلامي ومنذ عام 1990م أصبح المركز تابعا لجامعة الأزهر بدلا من الكلية.

## دراسات وإحصاءات
أعلن المركز في دراسه منشورة عام 2015 أن أموال الزكاة في مصر بلغت عام 2011 ما يعادل 39 مليار جنيه، يصل منها نحو 15 مليار إلى المؤسسات الرسمية، ويتوزع الباقي على المؤسسات الأخرى، كبنك الطعام، ومستشفى سرطان الأطفال، وأن تلك الأموال لايترتب عليها إنجازات واضحة تقدمها هذه المؤسسات، سواء في إعلاناتها أو من خلال بيانات، أو تقارير توضح أين تذهب أموال الزكاة.